# بسکتبال
بَسکِتبال، به‌عنوان یکی از پرطرفدارترین ورزش‌های تیمی جهان، ترکیبی است از مهارت‌های فردی، کار گروهی و استراتژی‌های پیچیده. این ورزش در سال ۱۸۹۱ میلادی / ۱۲۷۰ شمسی توسط جِیمز نایسمیت، استاد کالِج اِسپرینگفیلد، با هدف طراحی یک ورزش در فضای سرپوشیده برای حفظ تناسب اندام دانشجویان در فصل زمستان ابداع شد، چرا که ورزش‌های فضای روباز مانند فوتبال و بِیسبال در هوای سرد غیرممکن بودند. از آن زمان تاکنون، بسکتبال نه‌تنها به یک پدیده جهانی تبدیل شده، بلکه تأثیرات فرهنگی، اجتماعی و اقتصادی عمیقی بر جوامع مختلف گذاشته است. قوانین اولیه این ورزش ساده بودند، اما با گسترش آن، تحولات فنی و راهکُنِشی چشمگیری در آن پدید آمد.  

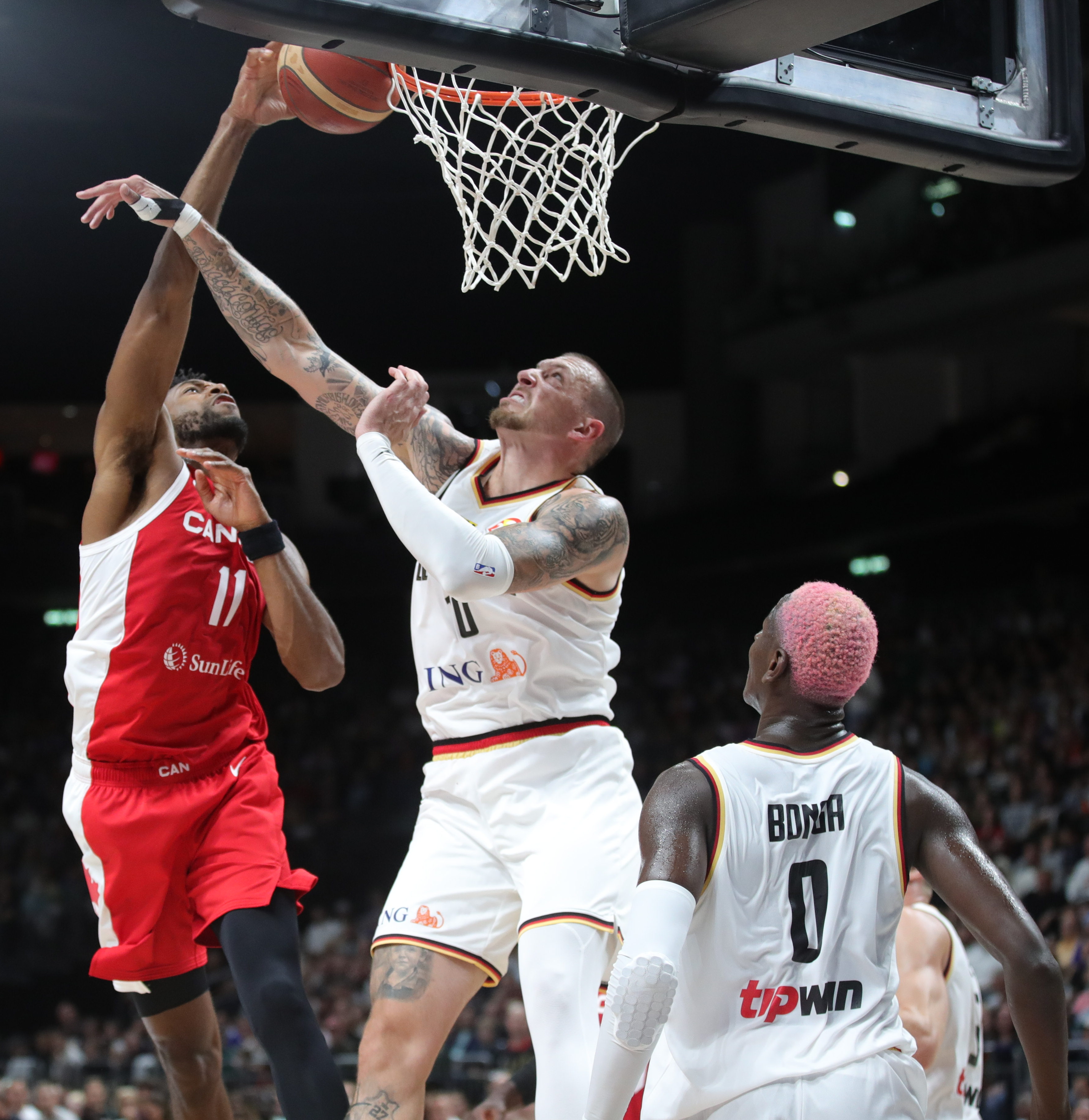

ماهیت پویای بسکتبال بر پایه‌ی پنج اصل اساسی استوار است: دویدن، پاس‌دادن، پرتاب‌کردن، دفاع و نوگیری. هرکدام از این ابعاد، مستلزم تمرینات فشرده و تسلط بر جنبه‌های جسمانی و ذهنی ورزش است. اندازه‌ی استاندارد سالن بسکتبال، ارتفاع حلقه و مدت‌زمان بازی، همگی تحت نظارت فدراسیون بین‌المللی بسکتبال (فیبا) تعیین می‌شوند. همچنین، لیگ‌های حرفه‌ای مانند اتحادیه ملی بسکتبال (اِن‌بی‌اِی) با معرفی ستاره‌های جهانی، این ورزش را به نمایشی تماشایی بدل کرده‌اند.  

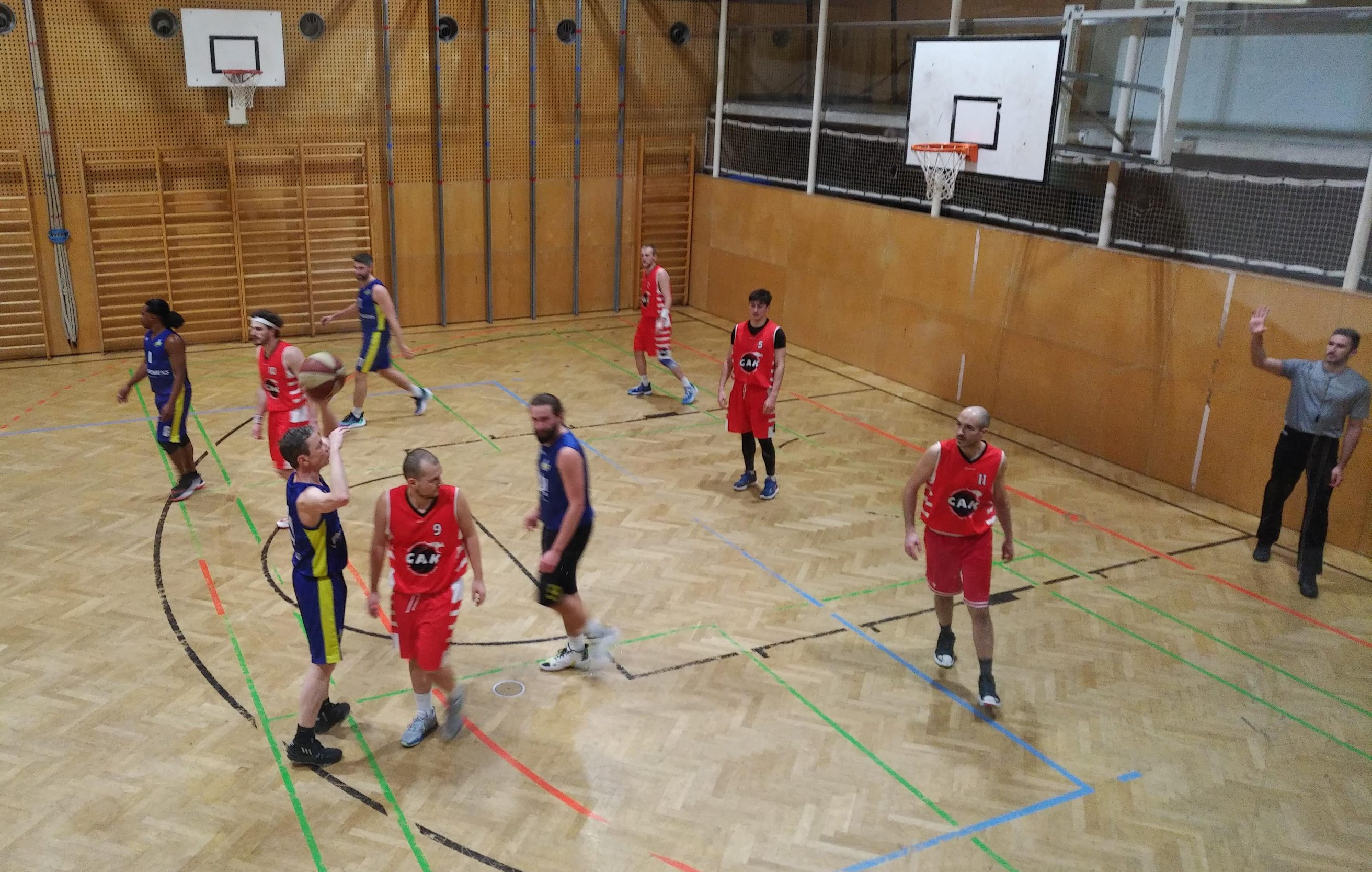

ازنظر علمی، بسکتبال حوزه‌ای میان‌رشته‌ای محسوب می‌شود که کاراَندام‌شناسی ورزشی، روان‌شناسی ورزشی و زیست‌مکانیک را دربرمی‌گیرد. علاوه بر این، مربیان با به‌کارگیری روش‌های نوین تمرینی، مانند تحلیل ویدیویی و تمرینات اختصاصی، بازیکنان را به سطح بالاتری از عملکرد می‌رسانند.  

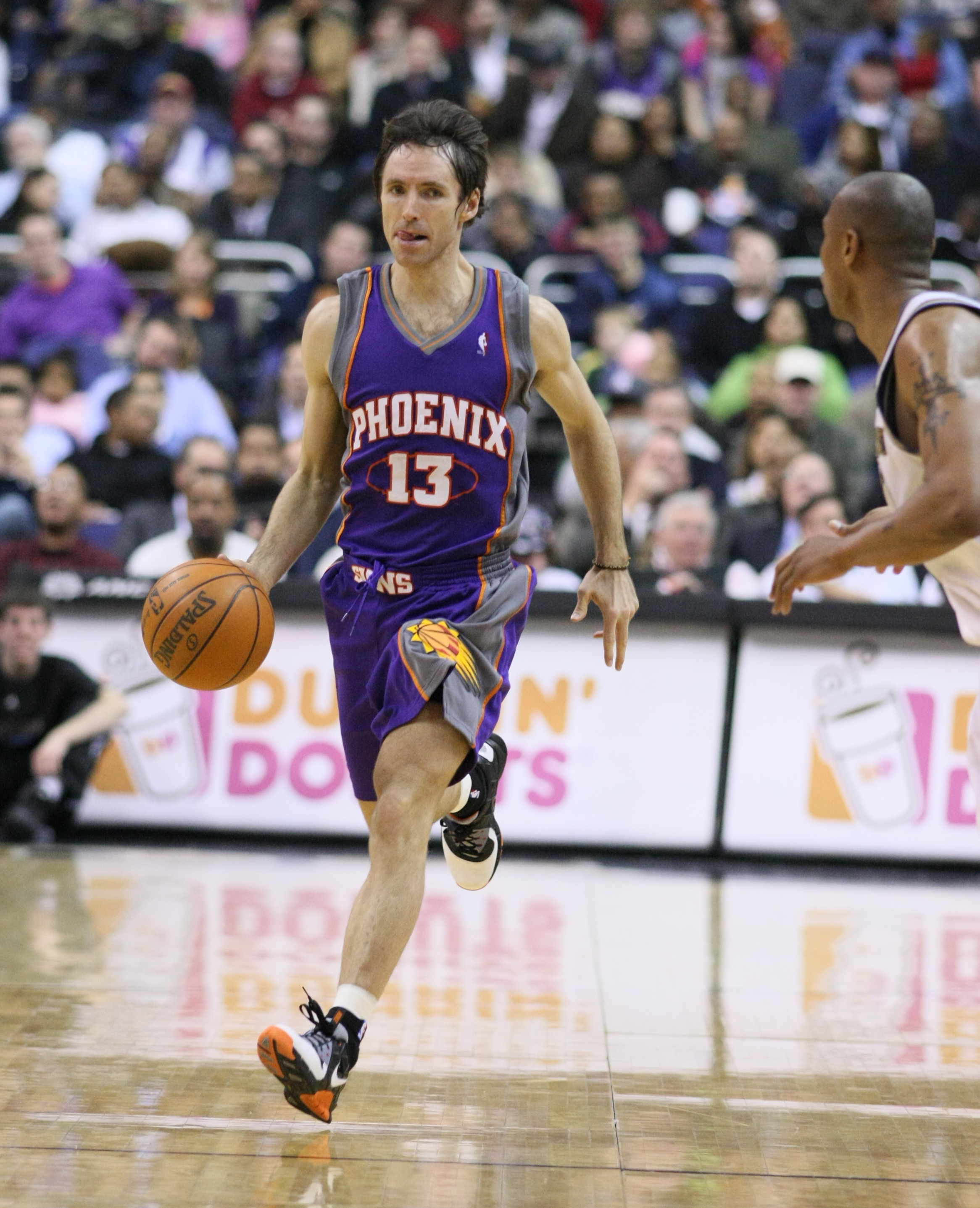
اِستیو نَش، بازیکن بازنشسته معروف اِن‌بی‌اِی، در زمان فعالیتش

بسکتبال در بستر اجتماعی نیز نقش پررنگی ایفا کرده است. این ورزش به‌عنوان ابزاری برای ارتقای ارتباطات میان‌فرهنگی و مبارزه با تبعیض شناخته می‌شود. برنامه‌های اجتماعی مبتنی بر بسکتبال در بسیاری از کشورها به‌منظور توسعه‌ی عدالت اجتماعی اجرا شده‌اند. همچنین، حضور پررنگ زنان در عرصه‌ی بسکتبال حرفه‌ای (مانند لیگ اتحادیه ملی بسکتبال زنان (دَبِلیواِن‌بی‌اِی)) گامی مهم در جهت برابری جنسیتی محسوب می‌شود.   

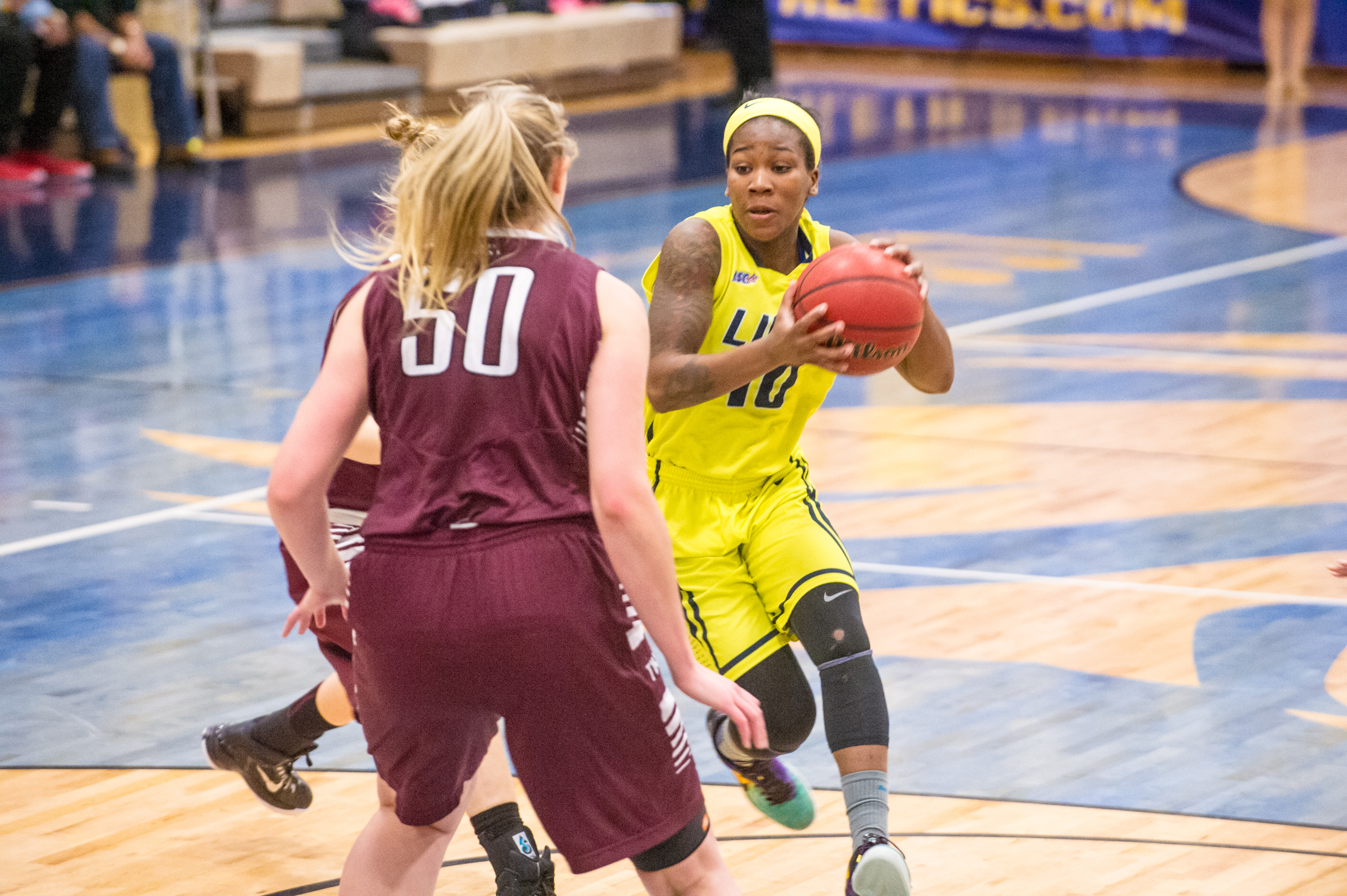

درعصر حاضر، پیشرفت‌های فناورانه، بسکتبال را متحول ساخته‌اند. استفاده از داده‌های آماری پیشرفته، فناوری‌های نوین به‌کاررفته در البسه بازیکنان و سازوکارهای داوری هوشمند، تحلیلی علمی‌تر از این ورزش ارائه داده‌اند.

## تعریف
بسکتبال ورزشی گروهی است که در آن دو گروه معمولاً پنج نفره در یک سالن مستطیل‌شکل به بازی می‌پردازند. هدف بازی پرتاب توپ به درون سبدهایی به قطر ۴۶ سانتی‌متر و به ارتفاع ۳٫۰۴۸ متر است که در دو سمت زمین قرار دارند و به تخته‌ای به نام «بک‌بُرد» متصل‌اند. هر تیم باید توپ را به درون سبد تیم حریف بیندازد. در بازی بسکتبال هر تیم برای کسب امتیاز باید در محدوده پرتاب، توپ را به سمت حلقه پرتاب نماید زمانی که توپ وارد حلقه شد، تیم موفق به کسب دو امتیاز می‌شود هر گل داخل محوطه خط سه امتیازی در بسکتبال معادل دو امتیاز است. زمانی‌ که بازیکنی از پشت خط سه امتیازی موفق به وارد کردن توپ درون حلقه شود، سه امتیاز برای تیم در نظر گرفته می‌شود، در صورتی که خطایی صورت گیرد که توسط داور شایسته پنالتی شناخته شود، بسته به نوع خطا از دو تا سه پنالتی به تیم مقابل اعطا می گردد (در صورتی که تیم در حین خطا و قبل از سوت داور توپ را رها کرده و توپ امتیاز شده باشد، تنها یک پنالتی اختصاص داده می شود). هر پنالتی گل شده معادل یک امتیاز است.
مهارت‌های فردی مانند جامپ شات، دریبل زدن و ریباند توپ به همراه کارهای تیمی مثل حمله و دفاع، شروط لازم برای موفقیت شرکت‌کنندگان در این ورزش می‌باشد. بسکتبال به‌طور گسترده یکی از محبوب‌ترین و پرطرفدارترین ورزش‌های جهان محسوب می‌شود.

## تاریخچه

### پیشینه
از قرن‌ها پیش در میان ساکنان نقاط مختلف قاره آمریکا، به ویژه آمریکای مرکزی و جنوبی انواعی از بازی و مسابقه رایج بوده که کم و بیش به بسکتبال شباهت داشته‌است. در ایران، نوعی بازی سنتی و قدیمی در میان گله‌دارها متداول است که آن را (پولو) (Polo) می‌نامند. در این بازی، دو تیم سوار بر اسب در میدانی وسیع به تاخت و تاز می‌پردازند و هر تیم کوشش می‌کند توپی را که شش حلقه (مانند دستگیره) بر بدنه آن هست، با پرتاب کردن و پاس دادن به یاران خودی، به آن سوی میدان برساند و از حلقه و توری سبدی که در انتهای میدان بر روی ستونی چوبی نصب شده عبور دهد. این بازی تا حدی شبیه بسکتبال است اما شباهت بازی پوک تا پوک با ورزش بسکتبال بیش از پیش است. پوک تا پوک، در میان اقوام متمدن قاره آمریکای جنوبی و مرکزی رواج بسیار داشت به ویژه اقوام مایا و تولتک (در ناحیه مکزیک کنونی) این بازی با توپ و حلقه‌های ثابت در میدانی وسیع انجام می‌شد.

### پیدایش بسکتبال مدرن

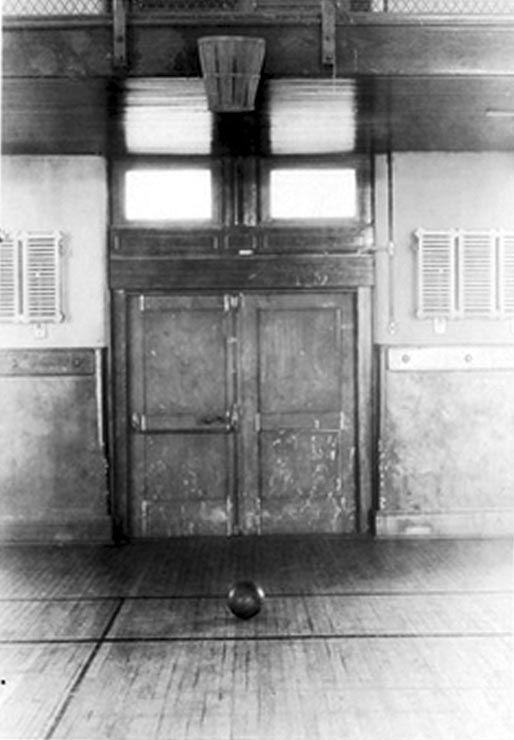
نخستین سالن بسکتبال در کالج اسپرینگفیلد، ماساچوست

زادگاه بازی بسکتبال، آمریکاست. این بازی در اوایل پاییز سال ۱۸۹۱ میلادی توسط شخصی به نام جیمز نیسمیت پایه‌ریزی و ابداع شد. جیمز نیسمیت یک استاد آموزش فیزیکی کانادایی بود که به ایالات متحده آمریکا مهاجرت کرده و تابعیت آن کشور را گرفته بود. در سال ۱۸۹۱ یعنی زمانی که دکتر نیسمیت در دانشگاه ورزش اسپرینگفیلد (واقع در ایالت ماساچوست آمریکا) درس می‌داد، رئیس دانشگاه از او خواست ورزشی ابداع کند که دانشجویان بتوانند در فصل زمستان در سالن به آن بپردازند تا آمادگی جسمانی خود را برای پرداختن به مسابقات میدانی فوتبال، هاکی و بیسبال، در فصل بهار و تابستان حفظ کنند. 

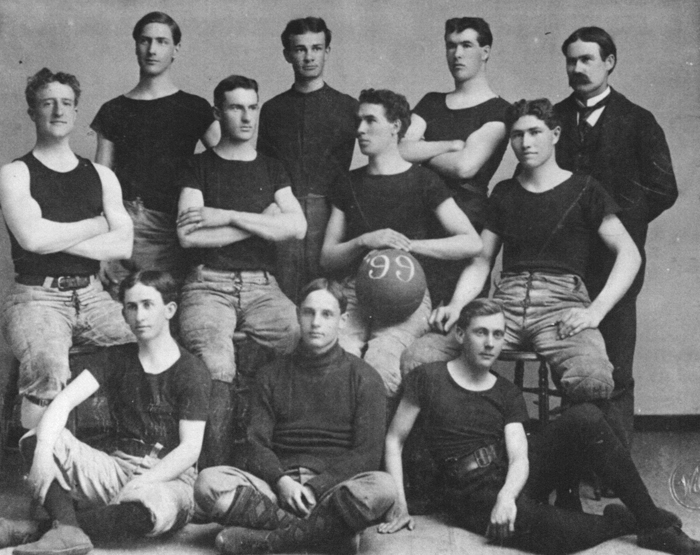
نخستین تیم بسکتبال دانشگاه کانزاس در ۱۸۹۹ میلادی

دکتر نیسمیت پس از بررسی رشته‌های موجود ورزشی، دریافت که ورزش جدید باید:
- توپ در آن نقش داشته باشد.
- به صورت گروهی به اجرا درآید.
- اصل رقابت در آن رعایت شود.
- بر مهارت استوار باشد.
- هیچ گونه خشونت و برخوردهای سخت بدنی مبتنی نباشد.

حاصل این افکار و اندیشه‌ها ورزشی شد به نام بسکتبال که امروزه پس از سپری شدن بیش از یک قرن از اختراع آن، از پرطرفدارترین و هیجان‌انگیزترین رشته‌های ورزشی بین‌المللی است.
دکتر نیسمیت در شروع کار دو سبد که مخصوص حمل میوه بود بر دیوار دو طرف سالن ورزش دانشگاه و در ارتفاعی بلندتر از قد یک انسان قد بلند نصب کرد و به دو گروه از ورزشکاران جوان دانشگاه آموزش داد که توپی را دست به دست بدهند و سعی کنند آن را به درون سبد بیندازند. در این حال، تیم مقابل باید بکوشد که مانع از انجام این کار شود و توپ را هم از چنگ حریف ربوده و تصاحب کند. نخستین مسابقه‌ای که به این ترتیب و به صورتی تجربی ترتیب یافت میان دو تیم ۹ نفره در کالج اسپرینگفیلد بود و اولین گل تاریخ بسکتبال را هم یکی از بازیکنان به نام «ویلیام چیلس» به سبد انداخت. بعدها شخصی به نام «فرانک ماهان» با توجه به این‌که در زبان انگلیسی سبد را بسکت (به انگلیسی: BASKET) و توپ را بال (به انگلیسی: BALL) می‌گویند، این ورزش را بسکتبال نامید. دکتر نیسمیت، برای آن‌که بازی بسکتبال خشن نشود، مقررات دقیقی برای آن به وجود آورد. بعضی از مقررات اولیه بسکتبال چنین بود:
- بازیکنان حق نداشتند توپ را از دست هم بربایند.
- بازیکنی که توپ را در اختیار داشت، نباید با آن راه برود یا بدود.
- هل دادن و هر نوع خشونت ممنوع بود.
- فقط بازیکنانی که توپ را در اختیار نداشتند می‌توانستند به هر طرف بدوند و جا بگیرند.
- بازیکن توپ به دست باید توپ را به طرف یاران خود پرتاب کند و به آن‌ها برساند.

در آغاز، ته سبد هم بسته بود و هر بار که توپ به درون سبد می‌افتاد باید کسی به کمک نردبان توپ را از سبد بیرون می‌آورد. در سال ۱۸۹۲ شخصی به نام «لئو آلن» سبد بسکتبال را که تا آن روز از ترکه چوب یا الیاف بود و به همین دلیل به زودی پاره و فرسوده می‌شد، از سیم بافت تا استحکام بیشتری داشته باشد.
دیری نگذشت که این ورزش جدید طرفداران زیادی در میان دانشجویان دانشگاه اسپرینگفیلد و دیگر دانشگاه‌ها یافت. دکتر نیسمیت هم مقررات و قوانین بسکتبال را کامل‌تر کرد و نسخه‌هایی از آن را به هر دانشگاه یا باشگاهی که علاقه‌مند بود ارسال کرد. این مقررات در سال ۱۸۹۲ میلادی به صورت کتابچه‌ای برای استفاده عموم منتشر کرد. در سال ۱۹۳۰ دکتر نیسمیت کتابی دربارهٔ خواص بسکتبال تألیف کرد تا نشان دهد که بازی بسکتبال گرچه بسیار پرتحرک است اما حتی برای سالمندان هم خطری ندارد و آسیبی متوجه اعضای حیاتی بدن (قلب و کلیه) نخواهد شد.

### پس از جنگ جهانی اول
پس از جنگ جهانی اول بسکتبال تبدیل به ورزشی رقابت‌آمیز و بزرگ شد. با گذشت زمان، مربیان بسکتبال وضعیت مناسبی پیدا کردند و فعالیتشان مؤثر واقع شد. بسکتبال شناخته شد و به اروپا گسترش یافت. در سال ۱۹۲۴ نخستین مسابقات جهانی بین تیم‌های بسکتبال فرانسه، ایتالیا، انگلستان و آمریکا در پاریس برگزار گردید و از سال ۱۹۳۲ فدراسیون آماتوری بسکتبال در ژنو با نمایندگی چند کشور تشکیل شد. در بازی‌های المپیک تابستانی ۱۹۳۶ در برلین برای نخستین بار ۲۳ کشور در مسابقات رسمی بسکتبال شرکت نمودند و تیم ملی بسکتبال آمریکا قهرمان المپیک گردید.

## تجهیزات مورد نیاز
توپ، تور، کفش مناسب

### لباس

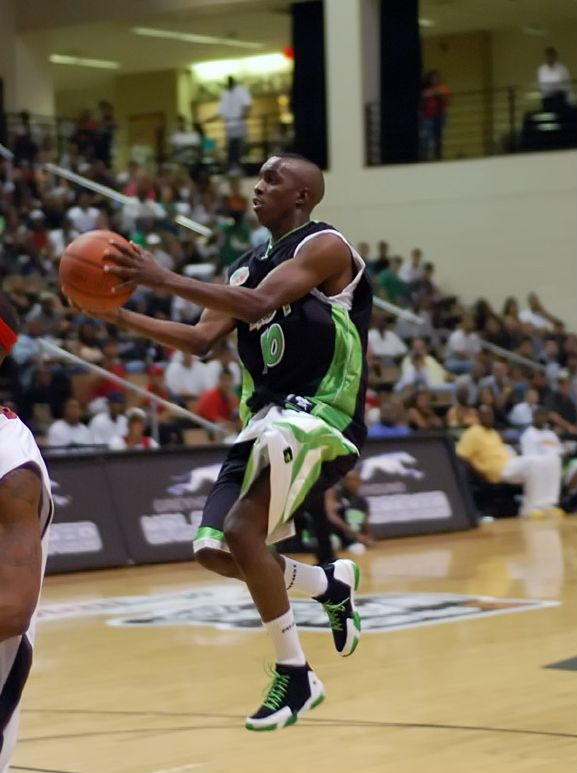
نمونه‌ای از لباس بازیکنان

لباس بازی برای زنان و مردان تاپ و شلوارک است و نام تیم در جلوی لباس و شمارهٔ بازیکن در پشت و جلوی آن نوشته شده‌است. در بازی‌های بین‌المللی شماره‌های بازیکنان از ۴ تا ۱۵ است. بازیکنان بسکتبال معمولاً از کفش‌های ساق دار استفاده می‌کنند که از مچ پا حفاظت بیشتری می‌کند.

### تخته

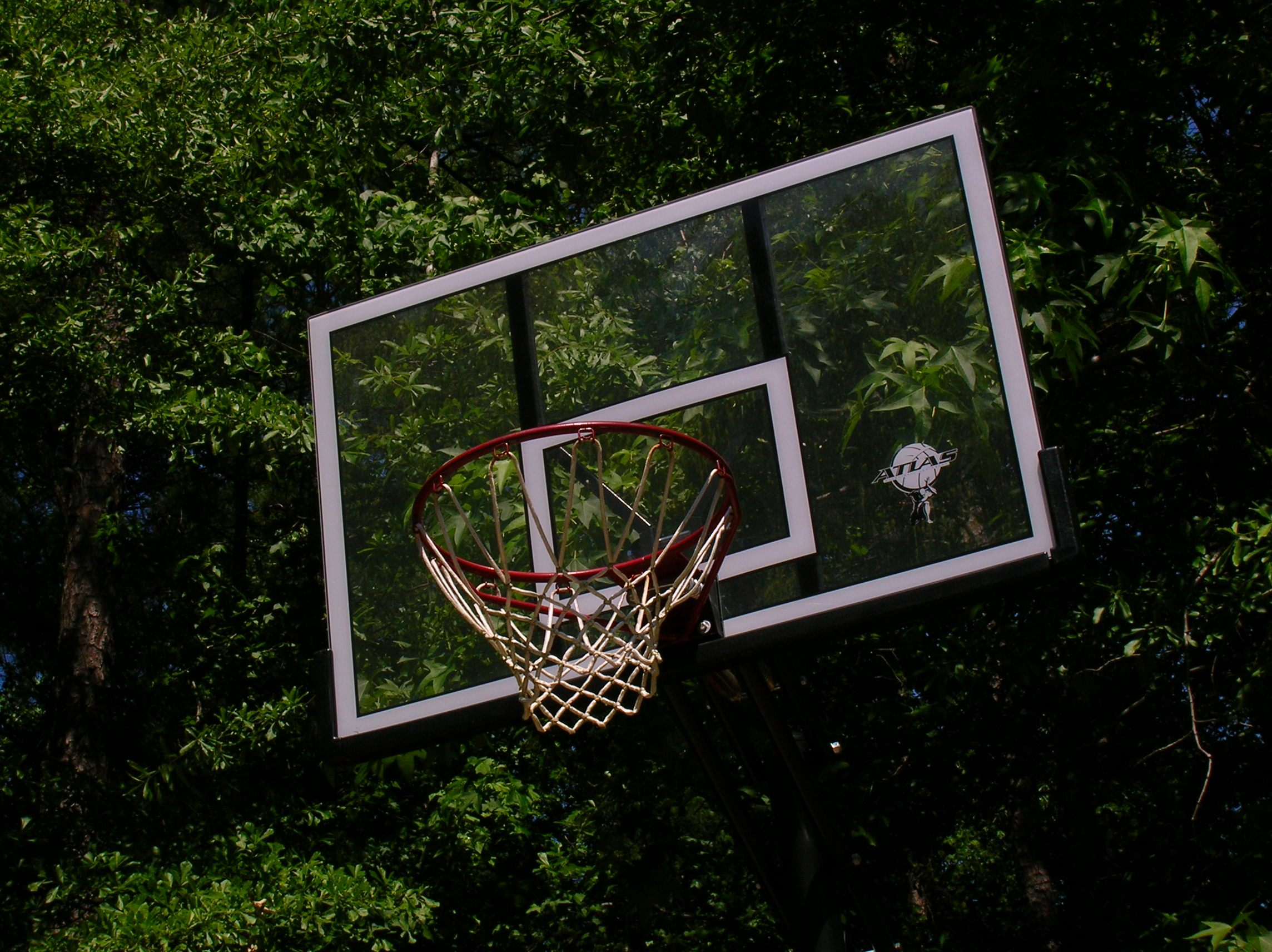
تختهٔ ثابت

تختهٔ بسکتبال مستطیلی است به طول ۱.۸۰ متر و عرض ۱.۰۵ متر که موقعیت آن در فضای بالای زمین در دو انتهای میدان است و یک مربع به طول ۵۹ سانتیمتر و عرض ۴۹ سانتیمتر داخل آن قرار دارد و باید به گونه‌ای قرار گیرد که به اندازه ۱۲۰ سانتی‌متر با خط انتهای زمین فاصله داشته باشد. ارتفاع تخته از کف سالن برای بزرگسالان ۲.۹۰ متر و برای نوجوانان و نونهالان بین ۲.۷۰ متر و ۲.۸۰ متر است.

#### انواع تخته
نوعی از تخته‌ها به کمک میله‌هایی آهنی از سقف سالن آویزان می‌شوند که در هنگام عدم نیاز، می‌توان آن‌ها را بالا برد و به سقف سالن متصل کرد. این نوع تخته برقی است. نوعی دیگر از تخته‌ها با میله‌ای به زمین وصل و محکم می‌شوند. در نوعی دیگر، تخته به وسیلهٔ پایه‌ای متحرک بر روی زمین قرار می‌گیرد.

### حلقه
حلقهٔ بسکتبال در فاصلهٔ ۳۰ سانتی‌متری قاعدهٔ تخته به آن متصل می‌شود. قطر حلقهٔ بسکتبال ۴۵ سانتی‌متر و ارتفاع توری که به شکل سبد به آن متصل می‌شود ۳۰ سانتی‌متر است.

### توپ بسکتبال

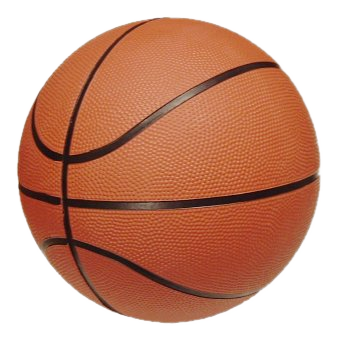
توپ بسکتبال

در دو سال نخست که بازی بسکتبال ابداع شد، توپ فوتبال را برای بازی به کار می‌بردند. اما چون این توپ سبک بود در سال ۱۸۹۴ میلادی اولین توپ مخصوص بسکتبال توسط یک کارخانه دوچرخه‌سازی تولید شد که اندکی از توپ فوتبال بزرگ‌تر بود. در سال ۱۹۳۷ نوع دیگری توپ بزرگ‌تر اما سبک‌تر به بازار آمد و آنگاه در سال ۱۹۴۹ توپی ساخته شد به همین شکل و اندازه و وزن فعلی که هنوز هم مورد استفاده‌است. توپ بزرگتر از توپ‌های معمولی است و آن را از چرم، لاستیک یا پلاستیک می‌سازند و هنگام استفاده آن را باد می‌کنند. میزان فشار هوای داخل توپ باید به حدی باشد که در صورت رها شدن از ارتفاع ۱.۸ متری، پس از اصابت به زمین کم‌تر از ۱.۲ و بیشتر از ۱.۴ متر از زمین بلند نشود. محیط یک توپ قانونی بسکتبال پس از باد شدن باید حداقل ۷۵ سانتیمتر و حداکثر ۷۸ سانتیمتر باشد. ضمن آنکه در این حال جرم توپ نباید کمتر از ۶۰۰ و بیشتر از ۶۵۰ گرم باشد. توپ این ورزش بزرگ‌ترین توپ بازی‌های دسته‌جمعی است.

## قوانین

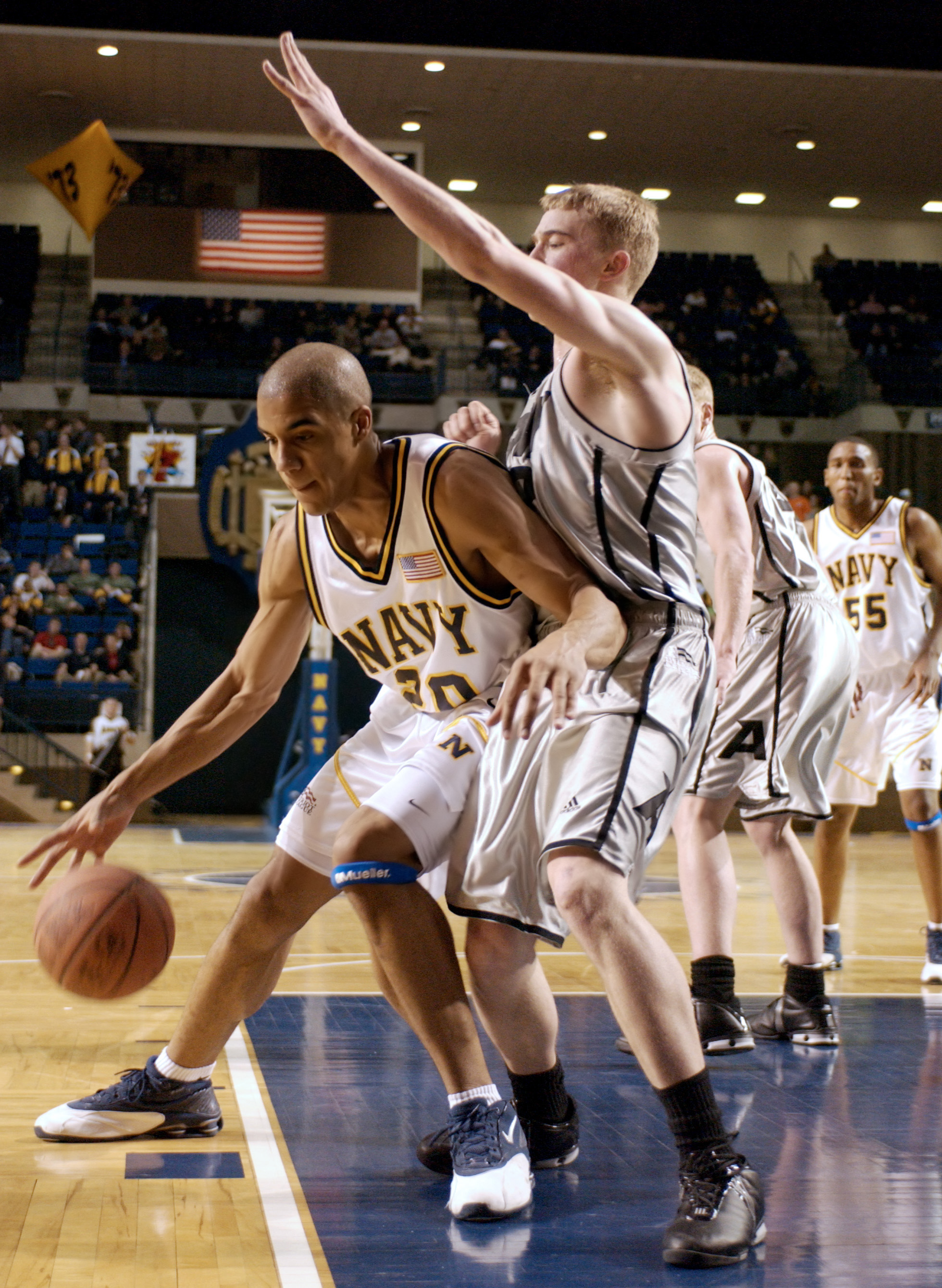
دفاع

### قوانین پیشین
با گذشت زمان، قوانینی برای انجام بسکتبال وضع شد؛ مثلاً تعداد بازیکنان هر تیم ۱۲ نفر تعیین گردید. سپس به ۷ نفر کاهش یافت و بالاخره این تعداد به ۵ نفر کاهش یافت و تثبیت شد. هر بازیکن می‌توانست در موقع وقوع خطا به جای کلیه بازیکنان تیم خود پرتاب آزاد را انجام دهد. هر تیم می‌توانست از شروع تا پایان بازی توپ را در زمین خود ۸ ثانیه به‌طور دلخواه نگهداری نماید. بازیکنان بلند قد می‌توانستند نزدیک سبد قرار گیرند و توپ را به آرامی در سبد جای دهند (قانون سه ثانیه وجود نداشت). در آن زمان سعی شد توجه مدیران مدارس و مسئولان سازمان‌های ورزشی را به آموزش بسکتبال جلب نمایند. باوجود این تلاش مداوم و پیگیر، آموزش بسکتبال برای مربیان حالت جنبی داشت و اساساً فعالیت آن‌ها در ورزش‌های رقابت‌آمیز دیگری مانند فوتبال آمریکایی یا راگبی متمرکز بود.

### قوانین پایه‌ای
1. توپ را می‌توان با یک یا هر دو دست به هر جهتی پرتاب کرد.
2. به توپ می‌توان با یک یا هر دو دست به هر جهتی ضربه زد (مشت زدن به توپ مجاز نیست).
3. بازیکنان نمی‌توانند با توپ بدوند اما می‌توانند آن را از محلی که دریافت کرده‌اند پرتاب کنند. بازیکنی که در حال دویدن با سرعت توپ را دریافت می‌کند در صورتی‌که سعی در توقف کند مستثنی است.
4. توپ باید در یا بین دستان گرفته شود و از بدن نمی‌توان برای گرفتن توپ استفاده کرد.
5. تنه زدن، نگه داشتن، هل دادن، پشت پا زدن یا ضربه زدن به بازیکن حریف به هر شکل مجاز نمی‌باشد.
6. مشت زدن به توپ خطا محسوب می‌شود.
7. گل زمانی اتفاق می‌افتد که توپ با ضربه یا پرتاب از زمین به داخل سبد وارد شده و در آن باقی بماند، مشروط بر این‌که مدافعان، گل را لمس نکرده و مزاحمتی برای آن ایجاد نکرده باشند. در صورتی‌که توپ روی کناره‌ها باقی بماند و حریف سبد را حرکت دهد، گل محسوب خواهد شد.
8. پرتاب‌کننده، برای پرتاب توپ از بیرون زمین، ۵ ثانیه زمان در اختیار دارد. در صورت تخلف، توپ به حریف واگذار می‌شود. اگر هر یک از طرفین در تأخیر بازی پافشاری کنند، سرداور خطای آن تیم را اعلام خواهد کرد.
9. داور مسئول قضاوت برای بازیکنان است و باید خطاها را یادداشت کرده و سرداور را پس از ۳ خطای متوالی مطلع کند. همچنین وی می‌تواند بازیکنان را بر اساس قانون ۵ اخراج کند.
10. داور مسئول قضاوت روی توپ است و باید در مورد زمانی که توپ در جریان بازی است یا خارج از زمین است و مالکیت توپ و همچنین محاسبه وقت تصمیم‌گیری کند. سرداور باید گل شدن توپ را تعیین کند، امتیازات را محاسبه نماید و سایر وظائف معمول سرداور را انجام دهد.
11. زمان بازی چهار کوارتر (دو کوارتر اول نیمه اول و دو کوارتر دوم نیمه دوم هستند) ۱۰ دقیقه‌ای (در ان‌بی‌ای ۱۲ دقیقه) و ۲ استراحت ۵ دقیقه‌ای بین کوارترهای اوّل و دوّم و سوّم و چهارم و یک استراحت ۱۵ دقیقه ای بین کوارتر دوّم و سوّم (نیمه اوّل و دوّم) است.
12. تیمی که بیشترین امتیازات را در این زمان به‌دست‌آورد برنده اعلام می‌شود.

### قوانین زمانی
بسکتبال در چهار کوارتر ۱۰ دقیقه‌ای (بین‌المللی) یا ۱۲ دقیقه‌ای (اِن. بی. اِی) انجام می‌شود. زمان استراحت بین کوارتر اول و دوم و بین کوارتر سوم و چهارم ۲ دقیقه و بین کوارتر دوم و سوم (بین دو نیمه) ۱۰ دقیقه‌است. وقت اضافه (اوور تایم) در بسکتبال ۵ دقیقه می‌باشد. پس از استراحت بین دو نیمه زمین حمله و دفاع دو تیم عوض می‌شود. اصطلاحاً به زمین حریف، زمین حمله و به زمین خودی زمین دفاع گفته می‌شود.
زمان‌های گفته شده زمان واقعی بازی است؛ یعنی زمانی که توپ در جریان نیست وقت بازی متوقف می‌شود؛ مثلاً زمانی که خطایی رخ داده‌است یا هنگام پرتاب آزاد زمان متوقف می‌شود. به همین دلیل زمان انجام یک بازی کامل بیشتر از مجموع عددی زمان‌های بالا است و معمولاً حدود دو ساعت طول می‌کشد.

### قانون دبل (Double)
۱. دریبل کردن از زمانی شروع می‌شود که بازیکن کنترل توپ را دراختیار گرفته و با انداختن و زدن آن در تماس با زمین دوباره آن را قبل از اینکه به بازیکن دیگری برخورد کند لمس نماید. زمانی دریبل خاتمه می‌پذیرد که با دست آن را گرفته یا اجازه دهد توپ در دست یا دست‌ها استراحت نماید. زمانی‌که توپ با دست دریبل‌کننده در تماس نیست، تعداد گامهای برداشته محدود نخواهد بود.
بازیکن مجاز نیست پس از خاتمه دریبل، برای بار دوم اقدام به دریبل نماید. درصورتی‌که این عمل را انجام دهد مرتکب تخلف «دبل» شده‌است.
1. اگر هنگام دریبل کردن از هر دو دست برای دو دریبل استفاده شود نیز خطای دبل محسوب می‌شود (تک دریبل با دودست را دریبل قدرتی می‌نامند).
2. هنگام دریبل کردن می‌توان با دست تمام نقاط توپ را لمس کرد مگر اینکه دست را به ناحیهٔ زیرین توپ برده در این صورت نیز خطای دبل مرتکب شده‌است.
3. توپ در هنگام دریبل تنها تا ارتفاع شانهٔ شخص می‌تواند بالا بیاید و اگر از شانه بالاتر باشد خطای دبل انجام شده‌است.

### قانون رانینگ: (تراولینگ)
بازیکنی که توپ را دراختیار دارد می‌تواند یک پای خود را به هر سمتی که می‌خواهد، یک یا چند مرتبه حرکت دهد. درصورتی‌که پای دیگرش که آن را پای «پیوت» می‌نامند ثابت باشد. رانینگ حرکتی است که بازیکن صاحب توپ در داخل زمین یک یا دو پای خود را بدون توجه به محدودیت فوق حرکت دهد یا گام‌های او با دریبل‌های بازیکن تناسب نداشته باشد.

#### خطاهای حرکت رانینگ
- دویدن با توپ بدون دریبل بیش از یک گام (به جز سه گام)
- برداشتن گام اضافه در سه گام، لی آپ و پاور موو (Power move)
- برداشتن گام ریز در سه گام به‌طوری‌که قابل تشخیص نباشد
- کشیده شدن پا روی زمین برای فاصلهٔ بیش از ۵ سانتی‌متر در هر حرکت
- پرش با توپ و برگشت به زمین بدون رها کردن آن. برای مثال بازیکنی که به قصد شوت، پرش جفت می‌کند اگر به زمین برسد و هنوز توپ را رها نکرده باشد، رانینگ کرده‌است.
- اگر بازیکن در اوت، هنگام پرتاب اوت با توپ حرکت کند رانینگ کرده‌است.

### قانون سه ثانیه
زمانی که تیمی کنترل توپ را در زمین حمله، موقعی که ساعت در جریان باشد، دراختیار دارد، هیچ‌یک از نفرات آن تیم نمی‌تواند بیش از مدت سه ثانیه در منطقهٔ رنگی حریف یا روی خطوط رنگی حریف بماند یا حرکت کند.

### قانون ۲۴ ثانیه
اگر تیمی مالک توپ شده باشد. باید در عرض ۲۴ ثانیه توپ را وارد حلقه حریف بکند یا به طرف حلقه تیم مقابل شوت بزند در زدن شوت توپ باید حتماً به حلقه بخورد تا ۲۴ ثانیه صفر شود اگر توپ به تخته بخورد ۲۴ ثانیه ادامه می‌یابد و اگر توپ توسط تیم مقابل اوت شود باز هم ۲۴ ثانیه ادامه می‌یابد. ۲۴ ثانیه موقعی صفر می‌شود که ۱- خطا صورت بگیرد ۲- بازیکن تیم مقابل با پا توپ را به اوت بیندازد. اگر دستگاه ۲۴ ثانیه بوق بزند و توپ از دست بازیکن رها شده و در هوا باشد، اگر گل شود گل قبول می‌باشد. اگر در هوا با دست بازیکنی لمس شود و گل شود گل مردود می‌باشد.
البته این قانون کمی تغییر یافته و در صورتی که از ۲۴ ثانیه، هنوز بیش از چهارده ثانیه مانده باشد، دوباره ۲۴ ثانیه ریست می‌شود ولی اگر کمتر از چهارده ثانیه یا خود چهارده ثانیه مانده باشد، زمان به چهارده ثانیه ریست می‌شود.

### قانون هشت ثانیه
زمانیکه یک تیم توپ را در زمین خودی تحت کنترل می‌گیرد، باید در عرض ۸ ثانیه توپ را به زمین حمله بفرستد. تخطی از این قانون، تخلف «هشت ثانیه» نامیده می‌شود و داور توپ را در اختیار تیم مقابل قرار خواهد داد.

### قانون ۵ ثانیه
۱- به‌طور کلی هیچ‌یک از بازیکنان تیم نمی‌توانند توپ را بیش از ۵ ثانیه نزد خود نگه دارند. (در زمان دریبل این شمارش انجام نمی‌گیرد)
۲- هر زمانی که بازی با پرتاب توپ از بیرون زمین بخواهد شروع شود بازیکن ۵ ثانیه زمان برای شروع در اختیار دارد.
۳- برای پرتاب هر پنالتی، بازیکن ۵ ثانیه زمان دارد.

### قانون نیمه (برگشت توپ به زمین دفاعی)
زمانی که یک بازیکن در زمین حریف (زمین حمله) مالکیت توپ را در اختیار می‌گیرد، نباید توپ را به زمین دفاعی (زمین خودی) برگرداند. چه با پاس به یاران خود چه با دریبل کردن خودش آن را به زمین خودی برگرداند. این کار یک تخلف است و توپ دراختیار تیم مقابل قرار خواهد گرفت.
تذکری در این رابطه: درهنگامی که فرد حامل توپ به زمین حریف وارد شد حتی اگر پای او یا توپ زیر دستش وارد زمین خودی شود خطای نیمه (half) صورت گرفته‌است. البته نکته بالا [پای او یا توپ زیر دستش وارد اوت (Out) شود] در مورد وارد شدن توپ به اوت (Out) نیز صدق می‌کند.

### انواع خطاها
- در طی بازی بازیکنان حق گرفتن یکدیگر یا هل دادن، حمله کردن یا دویدن با توپ را ندارند و در صورت انجام خطا داور توپ را به تیم حریف داده و بازی از همان نقطه خطا یا بیرون زمین پیگیری می‌شود.
- اگر توپ دست یکی از تیم‌ها باشد و در هنگام حرکت آن را از بالای سر حریف رد کند به شکلی که دستش در زیر توپ قرار گیرد خطا است و داور توپ را به تیم مقابل داده و بازی را از نزدیک‌ترین نقطه به اوت (Out) شروع می‌کند.
- اگر در هنگام بازی، زمانی که یکی از بازیکنان تیم مقابل در حال پرتاب توپ است دست یکی از بازیکنان به توپ بخورد خطا صورت گرفته‌است. اگر فرد پرتاب‌کنندهٔ توپ در موقعیت پرتاب‌های ۲ امتیازی باشد داور ۲ پرتاپ پنالتی را حکم می‌دهد و اگر در موقعیت پرتاپ ۳ امتیازی باشد ۳ پرتاب پنالتی حکم داده می‌شود. البته در این میان باید به یک مورد نیز اشاره کرد که اگر هنگام پرتاب، توپ فردی که روی آن خطا شده وارد حلقه شود، اگر در موقعیت پرتاب دو امتیاز یا سه امتیاز باشد داور ۱ پرتاب پنالتی را حکم می‌دهد.
- اگر توپ در دست حریف باشد و آن را به پشت خود ببرد و یکی از هم تیمیان توپ را در آن حالت از او بگیرد خطا صورت پذیرفته‌است.

### انواع دفاع در بسکتبال
کاربرد دفاع نزدیک یا بسته:
این شیوه، در مقابلِ مهاجم با توپ نزدیک به حلقه کاربرد دارد (شکل - دفاع نزدیک یا بسته).
دفاع نزدیک یا بسته
- موقعیت قرارگیری:
مدافع کاملاً روبه‌روی مهاجم با توپ، پشت به حلقه و با فاصلهٔ حدود یک دست از وی قرار می‌گیرد. گاهی مدافع بازیکن آورندهٔ توپ، برای دور نمودن مهاجم از شرایط مطلوب و دلخواه خود و تیم حمله، اقدام به دفاع تعیین جهت مهاجم یا هدایت فنی مهاجم - Push up می‌نماید و در چنین حالتی، یک سمت (راست یا چپ) را کاملاً پوشش می‌دهد تا مهاجم مجبور شود از سمت دیگر که مدافع تمایل دارد به دریبل خود ادامه دهد. در این حالت، مدافع بین حلقه و مهاجم قرار نمی‌گیرد (شکل الف - مهارت دفاع نزدیک در حالات مختلف). دید موانع به سینه و مرکز ثقل بدن مهاجم و توجه وی کاملاً به توپ و مهاجم است (توپ و مهاجم در یک نقطه قرار دارند).
مهارت دفاع نزدیک در حالات مختلف
- وضعیت بدن در دفاع از پاس‌گیرنده:
دست‌ها به موازات یکدیگر و کنار بدن، یا یکی بالا برای دفاع از شوت و پاس‌های بلند و دیگری پائین برای دفاع از دریبل یا پاس‌های زمینی، قرار دارند. (شکل ب و ج مهارت دفاع نزدیک در حالات مختلف).
- موقعیت مدافع نسبت به خطوط دفاعی:
مدافع، در راستای خط مهاجم، نزدیک به خط توپ و در سمت قوی حمله قرار دارد.
دفاع از پاس‌گیرنده یا دفاع از مسیر پاس
- کاربرد دفاع از پاس‌گیرنده:
این شیوهٔ دفاع از فردی است که در موقعیت دریافت بهترین پاس قرار دارد (شکل‌های: دفاع از مسیر پاس - مدافع بالا باید به خط توپ هم توجه داشته باشد؛ و (دفاع از مسیر پاس - اگر توپ روی خط فرضی دو حلقه باشد مدافعان هر دو سمت، باید مسیر پاس را سد کنند).
دفاع از مسیر پاس (مدافع بالا باید به خط توپ هم توجه داشته باشد).
دفاع از مسیر پاس (اگر توپ روی خط فرضی دو حلقه باشد مدافعان هر دو سمت، باید مسیر پاس را سد کنند)
دفاع از مسیر پاس (اگر توپ روی خط فرضی دو حلقه باشد مدافعان هر دو سمت، باید مسیر پاس را سد کنند).
- موقعیت قرارگیری دفاع از پاس‌گیرنده:
مدافع به حالت سه‌رخ نسبت به مهاجم و تقریباً پشت به حلقه و با فاصله‌ای بیش از یک دست از مهاجم، قرار می‌گیرد (شکل - دفاع از مسیر پاس). دید مدافع متوجه توپ، و نیز سینه و مرکز ثقل مهاجم است (توپ و مهاجم در دو نقطه قرار دارند).
دفاع از مسیر پاس
- وضعیت بدن در دفاع از پاس‌گیرنده:
یک دست به‌صورت خمیده در مقابل سینهٔ مهاجم و دست دیگر (دست سمت توپ) به‌صورت کشیده در مسیر پاس به مهاجم و پای سمت توپ نیز کمی جلوتر قرار دارد.
- موقعیت مدافع نسبت به خطوط دفاعی:
مدافع، در راستای خط مهاجم و کمی متمایل به توپ، با حفظ فاصلهٔ مناسب بین خط توپ و مهاجم مستقیم و معمولاً در سمت قوی حمله (به‌جز دفاع از بازیکن سانتر - Center/Pivotman/bigman یا وقتی توپ روی خط فرضی دو حلقه باشد) واقع است.
دفاع باز - کاربرد دفاع باز:
این شیوه، در مقابل مهاجمان دور از توپ، یا به‌عبارتی، مهاجمانی که امکان دریافت بهترین پاس را ندارند استفاده می‌شود (شکل‌های، دفاع باز از بازیکن دور از توپ و - نمایش دفاع باز به‌وسیلهٔ دو مدافع).
دفاع باز از بازیکن دور از توپ
نمایش دفاع باز به‌وسیلهٔ دو مدافع
- موقعیت قرارگیری در دفاع باز:
مدافع، در وضعیت نیمرخ نسبت به توپ و نیمرخ نسبت به مهاجم مستقیم و پشت به حلقه، قرار دارد. مرکز توجه وی تقریباً نیمی به توپ و نیمی به مهاجم مستقیم خود است.
- وضعیت بدن در دفاع باز:
دست‌ها کاملاً باز و آماده و پاها نیز حدوداً کمی بیش از عرض شانه باز هستند (شکل - دفاع باز).
دفاع باز
- موقعیت مدافع نسبت به خطوط دفاعی:
مدافع، می‌تواند روی خط حلقه‌ها یا کمی متمایل به سمت مهاجم مستقیم خود قرار گیرد، به‌طوری‌که مثلثی از توپ، مدافع و مهاجم مستقیم تشکیل شود.
دفاع از بازیکن زیر حلقه
- کاربرد دفاع از بازیکن زیر حلقه:
از بازیکن زیر حلقه به این شکل دفاع می‌شود، به‌خصوص زمانی که توپ در منطقهٔ بالای سه ثانیه باشد (شکل - دفاع از بازیکن زیر حلقه).
دفاع از بازیکن زیر حلقه
- موقعیت قرارگیری دفاع از بازیکن زیر حلقه:
مدافع، تقریباً پشت به مهاجم مستقیم و حلقه قرار دارد. در واقع، مدافع در این حالت استثنائاً بین توپ و مدافع قرار می‌گیرد (شکل - دفاع از بازیکن زیر حلقه).
دفاع از بازیکن زیر حلقه
- وضعیت بدن در دفاع از بازیکن زیر حلقه:
مدافع فاصله‌ای کمتر از یک دست از مهاجم دارد. یکی از دست‌ها را برای جلوگیری از پاس‌های هوائی بالا نگاه می‌دارد و با دست دیگر، گاه‌به‌گاه حضور مهاجم را کنترل می‌نماید. نیمی از توجه مدافع به توپ و نیمی دیگر به مهاجم مستقیم است.
- موقعیت مدافع نسبت به خطوط دفاعی:
مدافع، در این نوع دفاع لزوماً پائین‌تر از خط توپ و نزدیک به خط انتهائی زمین قرار می‌گیرد و موقعیت خاصی نسبت به دو خط دیگر ندارد (این دفاع معمولاً برای دفاع از بازیکنان سانترِ نزدیک به حلقه، در محوطهٔ ذوزنقه به‌کار برده می‌شود).

### نحوه پاس دادن
اگر فاصله ما با هم تیمیمان زیاد بود اول از همه باید توپ را با دو دست از دو سمت راست و چپ بگیریم به طوری که دو انگشت شست دست ما به سمت خود باشد و توپ را به دو سوم خود یا یک سوم هم تیمی‌مان پرتاب می‌کنیم. طوری‌که توپ نهایتاً به دست هم تیمیمان برسد.
اگر فاصله ما با یار خودمان کم بود و حریف در جلوی ما ایستاده بود می‌توانیم توپ را از زیر دست حریف به یارمان بدهیم و اگر حریف به سمت ما هجوم بیاورد می‌توانیم توپ را از یک سمت به پشت خود برده و از سمت دیگر به جلوی خود آورده و به یارمان بدهیم.
نکته: می‌توانیم در خارج از زمین هم به هم تیمیمان پاس بدهیم تا پاس را او که زیر فشار پرس نیست انجام دهد این حرکت معمولاً در زمان پرس شدید بسیار کارساز خواهد بود.

## بازیکنان و پُست‌ها

جایگاه بازیکنان بسکتبال، در وضعیت حمله

بازیکن بسکتبال یا بسکتبالیست (به تاجیکی: بسکتبالباز) کسی است که به‌عنوان پیشه و حرفهٔ خود به ورزش بسکتبال می‌پردازد. از زبان روسی وارد زبان فارسی شده‌است.
در بسکتبال به‌طور کل سه پست اصلی وجود دارد، دو بازیکن در پست گارد، دو بازیکن در پست فوروارد و یک بازیکن در پست سنتر. در بسکتبال رسمی و حرفه‌ای، این سه پست به پنج پست جداگانه تبدیل می‌شود که عبارت‌اند از: گارد رأس، شوتینگ گارد، مهاجم ریزتک، فوروارد قدرتی و سنتر.

### پوینت گارد
گارد رأس یا پوینت گارد (Point guard) یا پست ۱ معمولاً بهترین پاس‌دهندهٔ تیم است و توانایی حمل توپ (Ball handling) او از بقیه افراد تیم بیشتر است و معمولاً آمار پاس گل و توپ‌ربایی او از همهٔ افراد تیم بیشتر است. گارد رأس بازیکنی سریع است که می‌تواند شوت‌های سه امتیازی یا نزدیک (دو امتیازی) بزند. گارد رأس به عنوان مربی زمین شناخته شده و باید بازی را مطالعه کند و ضعف دفاعی را تشخیص دهد. گارد رأس وظیفه رهبری حمله و بردن توپ به زمین طرف مقابل را دارد و بازدهی تیم را با دادن پاس گل افزایش می‌دهد. گارد رأس، کوتاه‌قدترین بازیکن تیم است و معمولاً قدّی بین ۱۸۰ تا ۱۹۰ سانتی‌متر دارد.

### شوتینگ گارد
شوتینگ گارد (Shooting guard) یا پست ۲ معمولاً بازیکنی به استقامت فوروارد و با سرعت گارد رأس است. در کنار مهارت حمل توپ و شوت زدن، مهارت پاس خوبی دارد و می‌تواند وظایف گارد رأس را انجام دهد. در بازی، شوتینگ گارد وظیفه دفاع از خطرناک‌ترین تهدید حمله‌ای تیم مقابل را دارد. قد شوتینگ گاردها معمولاً از گارد بلندتر است و قدی بین ۱۹۰ سانتی‌متر تا ۲ متر دارند. بازیکنان این پست معمولاً می‌توانند به جای فوروارد هم بازی کنند.

### اسمال فوروارد
مهاجم ریزتک یا اسمال فوروارد، (Small forward) یا پست ۳ برخلاف اسمش بازیکنی تنومند و با استقامت بالاست که باید همهٔ توانایی‌ها را از قبیل پاس، دفاع، شوت و حمل توپ داشته باشد. مهاجم ریزتک باید توانایی بردن توپ به نزدیکی سبد و لی آپ کردن و گرفتن خطا را داشته باشد و بتواند بخش عظیمی از امتیازش را از خط پرتاب آزاد به‌دست بیاورد. وظیفه دفاع از حلقه بر عهده مهاجم ریزتک و فوروارد قدرتی است پس باید توانایی بلاک کردن را هم داشته باشد.

### پاور فوروارد
فوروارد قدرتی (Power forward) یا پست ۴ وظیفه‌ای مثل سنتر دارد و باید بتواند زیر حلقه امتیاز بگیرد و در دفاع به قدری بزرگ (اندازهٔ بدنی) باشد که بتواند یار بزرگ‌تر تیم مقابل را دفاع کند و سریع باشد تا یار کوچک‌تر را هم دفاع کند. پاور فوروارد باید بتواند توپ‌های زیادی را ریباند کند و از توانایی بلاک کردن خوبی نیز، برخوردار باشد. قد پاور فروارد از فروارد کوچک بلندتر است و چیزی حدود ۲۰۳ تا ۲۱۳ سانتی‌متر است.

### سنتر
سنتر (Center) یا پست ۵ یا بیگمن (Big-man) یکی از مهم‌ترین پست‌ها است. معمولاً نزدیک سبد بازی می‌کند و بلندقامت‌ترین بازیکن تیم است. مهارت‌های آن‌ها در ریباند کردن، امتیازآوری زیر سبد و درست کردن دیوار برای بازیکنان دیگر برای نفوذ به سبد (Setting screen) است.

## انواع پرتاب

### نحوه پرتاب شوت
در تمامی پرتاب‌ها از جهات مختلف، باید به چند نکته توجه کنیم:
- برای پرتاب شوت توپ را باید به شکل T برعکس گرفته شود یعنی دست چپ در کنار توپ و دست راست روی توپ (روی قسمتی که روبروی ماست) قرار داده شود.
- برای پرتاب توپ باید با دست چپ به توپ جهت داده شود و با دست راست پرتاب شود؛ به‌طوری‌که تنها مچ دست خم شود.
- هنگام پرتاب (۲ ثانیه قبل از پرتاب توپ به سبد) باید پاها را مقداری خم کرده و بعد به حالت اولیه در بیاوریم هنگامی که به حالت اولیه درآمد آنگاه پرتاب می‌کنیم.
- به هنگام پرتاب پاها باید به اندازه عرض شانه باز شود.

### پرتاب سه‌گام
در هنگام بازی می‌توانیم از پرتاپ‌های سه گام استفاده کنیم. سه گام به این شکل است که وقتی به نزدیکی حلقه حریف رسیدیم در همان حالت دویدن می‌توانیم ۳ گام برداریم و توپ را به داخل حلقه بیندازیم. به شکلی که ۲ گام برداریم و گام آخر را می‌پریم و توپ را در حلقه بیندازیم. به علت پرش بهتر به صورت سه گام بهترین راه برای انجام «دانکینگ» (انداختن توپ در حلقه) می‌باشد.

### پرتاب به‌وسیلهٔ تخته
- اگر روبروی حلقه بودید می‌توانید با استفاده از مربع روی تخته آن را در درون سبد بیندازید به‌طوری‌که آن را دقیقاً به وسط مربع بزنید.
- اگر در دو سمت چپ یا راست حلقه بودید می‌توانید به ضلع بالایی مربع پرتاب کنید.
- اگر زیر حلقه بودید می‌توانید از گوشه‌های مربع استفاده کنید به‌طوری‌که مقداری به سمت عقب خم شده (دراین حالت برای بهتر پرتاب کردن می‌توانید فقط یک پای خود را به سمت عقب بیاورید) و اگر به سمت چپ خم شده‌اید باید توپ را به گوشه چپ مربع بزنید و اگر به سمت راست خم شده‌اید توپ را به گوشه راست مربع بزنید.
- در تمامی این موارد سرعت توپ نقش مهمی دارد مسلم است که هر چه فاصله نزدیک تر می‌شود سرعت توپ هم باید کم‌تر شود.

نکته: معمولاً بازیکن‌های حرفه‌ای به دلیل پایین آمدن درصد موفقیت از تخته برای زدن گل استفاده نمی‌کنند.

### بلاک (Block)
در هر پرتاب باید به زاویه توپ توجه داشت؛ زیرا اگر زاویه پرتاب ما کم باشد یا پرتاب ما در زمان نادرست صورت گیرد توپ در اصطلاح بلاک می‌شود. اکثر مواقع بهترین زاویه برای پرتاب توپ زاویه ۴۵ درجه‌است.

### پرتاب ریباند
اگر تیم ما توپ را به سوی حلقه حریف پرتاب کرد و آن وارد سبد نشد، می‌توانیم با روش ریباند آن را وارد سبد کنیم. روش ریباند اینگونه‌است که در هنگامی که توپ توسط یار ما زده شد و به تخته برخورد کرد و درون سبد قرار نگرفت، ما می‌توانیم هنگامی که توپ در حال برگشتن است پریده و توپ را در همان حال که پایمان روی زمین نیست با دست آرام به تخته زده و آن را درون سبد جای دهیم. البته ما می‌توانیم توپ را گرفته و به زمین برگردیم و یک شوت آرام زده و توپ را وارد سبد کنیم.

## روش امتیازدهی

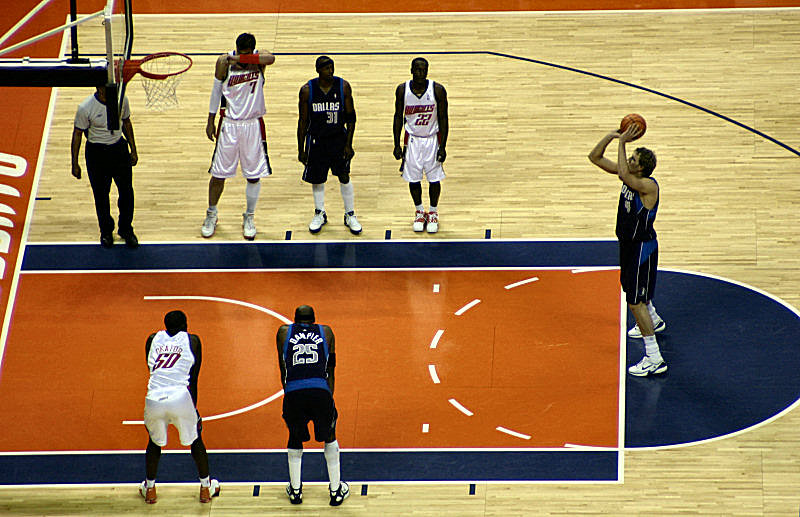
یک ضربه پنالتی در NBA

امتیاز هر گل (پرتاب موفق در حلقهٔ حریف) با توجه به موقعیت بازیکنی که اقدام به شوت کرده‌است متفاوت است. اگر بازیکن خارج از خط سه امتیازی باشد، گل سه امتیاز و اگر داخل آن باشد دو امتیاز دارد. هر پرتاب آزاد (پنالتی) یک امتیاز دارد. در بسکتبال تساوی وجود ندارد و آن قدر وقت اضافه به بازی داده می‌شود تا یکی از دو تیم برنده شود. زمان استراحت بین وقت‌های اضافه ۱ دقیقه‌است.

### امتیازبندی تیم‌ها در جدول
هر تیم بر اساس نتیجه‌ای که در یک مسابقه بسکتبال به‌دست می‌آورد امتیاز به‌دست می‌آورد. در صورتی که تیمی تیم دیگر را برد، ۲ امتیاز به‌دست می‌آورد؛ در حالی که تیم بازنده ۱ امتیاز به‌دست می‌آورد و تیمی که به هر دلیلی باخت فنی بگیرد، هیچ امتیازی را به‌دست نمی‌آورد.

## داوران

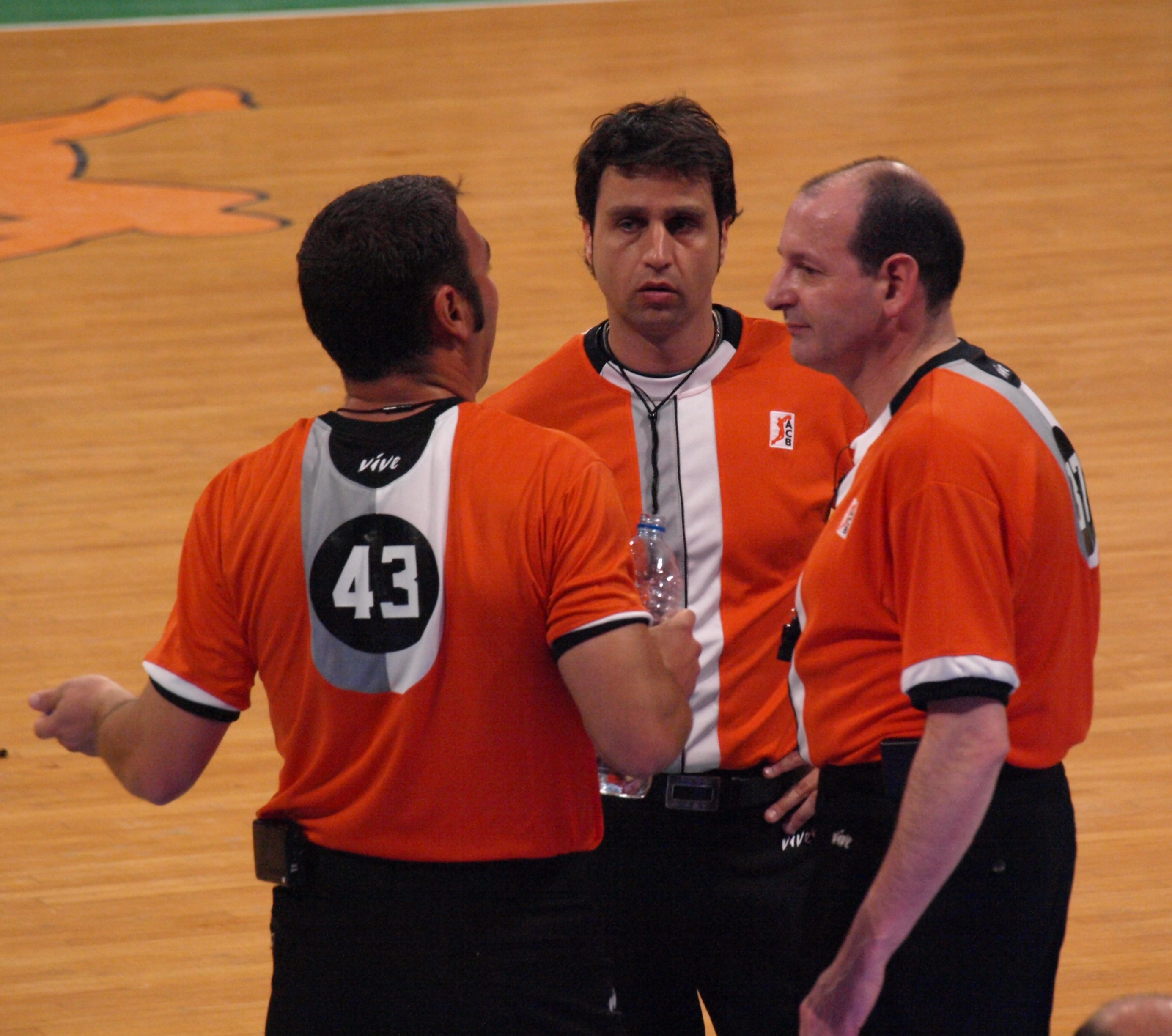
داوران بسکتبال لیگ اسپانیا

تعداد داوران یک مسابقهٔ بسکتبال ۶ نفر است. از این ۶ نفر ۳ داور در درون زمین بر جریان بازی نظارت می‌کنند که یکی از آن‌ها سرداور و دو نفر دیگر داور هستند. در کنار زمین هم ۳ نفر هر یک وظیفه‌ای خاص را انجام می‌دهند. یک نفر ثبت‌کنندهٔ امتیازها و خطاها (منشی) یک نفر مسئول ۲۴ ثانیه و هم وقت نگهدار است. خطاهای عمده‌ای که داوران به آن توجه دارند عبارتند از تخلف در حمله، رانینگ، دبل، سه ثانیه، خطاهای برخورد و سد مسیر.

## لیگ‌ها و مسابقات
حرفه‌ای‌ترین لیگ بسکتبال ان‌بی‌ای (NBA) می‌باشد. این لیگ بین تیم‌های باشگاه‌های حرفه‌ای آمریکای شمالی (ایالات متحده آمریکا و کانادا) برگزار می‌شود. از دیگر لیگ‌های مطرح بسکتبال جهان می‌توان به یورولیگ در اروپا که بین تیم‌های مطرح اروپایی برگزار می‌شود، لیگ اندسا در اسپانیا و لیگ ان‌بی‌ای بانوان (WNBA) در ایالات متحده آمریکا اشاره کرد. مسابقات جام جهانی بسکتبال مردان و جام‌جهانی بسکتبال زنان هر چهار سال یک بار با حضور تیم‌های ملی صعودکننده به این مسابقات برگزار می‌شود. از دیگر مسابقات مهم ملی در سطح بسکتبال جهان، می‌توان به مسابقات یوروبسکت که بین تیم‌های ملی اروپایی و هر دو سال یک بار برگزار می‌شود و مسابقات قهرمانی بسکتبال آمریکا اشاره کرد.

### مسابقات لیگ حرفه‌ای ان‌بی‌اِی
در لیگ ان‌بی‌ای مسابقات به صورت دو دسته در کنفرانس شرق و کنفرانس غرب برگزار می‌شود که در پایان، قهرمان این دو کنفرانس نیز به رقابت با هم می‌روند. علاوه بر این مسابقات، هر ساله مسابقه‌ای تحت عنوان بازی
ALL-STARS انجام می‌شود که در آن ستاره‌های کنفرانس شرق و غرب با یک بازی نمایشی به رقابت با هم می‌پردازند. مسابقه ALL-STARS شامل مسابقه slam dunk - شوت ۳ امتیازی و… می‌باشد که طرفداران بسیار زیادی دارد.

### بسکتبال نمایشی آمریکا (AND 1)
در آمریکا گروهی از بسکتبالیست‌ها که اغلب در بسکتبال رسمی آمریکا شهرت چندانی نیز ندارند (به جز تعداد محدودی از آن‌ها) تحت عنوان AND 1 فعالیت می‌کنند. گروه AND 1 با انجام بازی‌های نمایشی و بسیار حرفه‌ای و برگزاری مسابقاتی با جذابیت بسیار بالا هواداران بسیار زیادی را به سمت خود جلب کرده‌اند. لازم است ذکر شود که در این بازی‌ها برای زیبایی بیشتر بازی T برخی از قوانین رعایت نمی‌شود. این بازی‌ها در قالب خیابانی (street BALL) و سالنی برگزار می‌شود ولی هیچ‌یک از آن‌ها جنبهٔ رسمی ندارند.

### بسکتبال خیابانی
نام بسکتبال خیابانی (street BALL) به آن دسته از بازی‌ها اطلاق می‌شود که در زمین‌های سرباز بازی می‌شود. قوانین آن، قوانین بسکتبال عادی است با تغییرات جزیی‌ای که به نسبت محل بازی متفاوت است. این دسته از بازی‌ها دارای حرکات نمایشی‌اند و بعضی از قوانین بسکتبال سالنی در آن رعایت نمی‌شود. بازیکنان این بازی‌ها مگر در موارد خاص از لباس هماهنگ با یکدیگر استفاده نمی‌کنند. بسکتبال خیابانی تنها در یک‌نیمه از زمین بازی می‌شود، حلقه‌های موجود در این نوع از بازی بسیار محکم و ضخیم است زیرا حرکات نمایشی که در این نوع از بسکتبال صورت می‌گیرد بسیار روی حلقه اثر می‌گذارد (مثل دانک) و اگر حلقه ضعیف باشد شکسته می‌شود.
قوانین:
- بازی از پشت یک‌نیمه توسط یکی از دو تیم صورت می‌پذیرد.
- تعداد هر تیم نباید از ۳ نفر بیشتر باشد (البته چون این قانون رسمی نیست بیش از ۳ نفر نیز ممکن می‌باشد اما چون زمین شلوغ و بازی کردن در آن دشوار می‌شود بهتر است از ۳ نفر در هر تیم استفاده شود).
- اگر تعداد یک تیم ۲ نفر و تعداد تیم مقابل ۳ نفر باشد پرتاب‌های اوت (out) تیمی که ۲ نفر است آزاد است (البته این قانون نیز توافقی است).
- هر تیمی که گل زد خودش از پشت نیمه، بازی را شروع می‌کند یعنی توپ را به تیم مقابل نمی‌دهد.
- اگر یار تیم حریف توپ را به حلقه زد و توپ وارد سبد نشد و در موقعیت ذوزنقه به دست ما رسید باید از آن محیط خارج شویم و بعد اقدام به حمله کنیم در غیر این صورت خطا صورت پذیرفته‌است.
- در این نوع بازی خطاهای ۲۴ و ۳ و ۸ ثانیه وجود ندارد.
- اگر توپ از نیمه زمین خارج شود اوت (out) است.
- قوانین رانینگ (running)، دبل (Double) دراین بازی وجود دارد.

### مینی بسکتبال
مینی بسکتبال ورزشی است که براساس بازی بسکتبال و برای بازیکنان ۱۱ و ۱۲ سال طرح‌ریزی شده‌است. هر تیم شامل ۱۲ بازیکن، یک مربی و یک سرپرست خواهد بود. اندازه زمین ۲۶ در ۱۴ متر می‌باشد. خطوط زمین مینی بسکتبال با آنچه در زمین بسکتبال ترسیم می‌شود مشابه است با این تفاوت که در مینی بسکتبال خط پرتاب ۳ امتیازی وجود ندارد. تخته‌ها به‌طور قائم در انتهای زمین قرار داده شده و با خطوط اصلی موازی است، اندازه تخته ۹۰ × ۱۲۰ سانتی‌متر می‌باشد. ارتفاع حلقه تا زمین ۲۶۰ سانتی‌متر با قطر ۴۵ سانتی‌متر می‌باشد. توپ با محیط ۷۳ سانتی‌متر و وزن ۴۷۵ گرم برای مینی بسکتبال استفاده می‌گردد. زمان بازی ۴ کوارتر ۱۰ دقیقه‌ای است که زمان استراحت بین کوارترهای اول و دوم، سوم و چهارم ۲ دقیقه و زمان استراحت بین دو نیمه بازی ۱۰ دقیقه می‌باشد.

## بسکتبال در ایران
دانشنامه بریتانیکا، سال ورود بسکتبال به ایران را ۱۲۹۹ خورشیدی (۱۹۲۱ میلادی) بیان کرده‌است. نخستین نشانه‌های ورود بسکتبال به ایران در سال‌های ۱۳۱۰ و ۱۳۱۱ دیده شده که آن هم توسط کارکنان سفارتخانه‌های خارجی در ایران بوده‌است. در سال ۱۳۱۴، یک مربی ورزش به نام «فریدون شریف‌زاده» ورزش بسکتبال را به دانش‌آموزان دبیرستان البرز (کالج البرز) تهران معرفی و پایه‌گذاری کرد و کم‌کم دیگر مربیان ورزش به گسترش و آموزش این ورزش پرداختند. در سال ۱۳۲۴، فدراسیون بسکتبال ایران تشکیل شد و نخستین حضور بسکتبال ایران در میدان‌های بین‌المللی، در بازی‌های المپیک لندن (۱۹۴۸) بود. محمد حسین رهنما نیز اولین بازیکن دعوت شده به تیم ملی در آن زمان بود.
از بهترین بسکتبالیست های ایرانی می توان به حامد حدادی اشاره کرد. او در سال ۱۳۸۷ به تیم ممفیس گریزلیس پیوست و شد اولین ایرانی که در ان بی ای بازی کرده. ولی او در سال ۲۰۱۳ به تورنتو رپتورز تنها تیم کانادایی در ان بی ای پیوست. ولی بخاطر عدم اعطای ویزا از دولت کانادا ناچار شد به فینیکس سانز بپيوندد. حامد حدادی در سال های ۲۰۰۷ ،۲۰۰۹، ۲۰۱۳ و ۲۰۱۷ به عنوان با ارزش ترین بازیکن آسیا انتخاب شد. او غیر از اینکه در ان بی ای بازی کرده در سی بی ای با تیم وال های آبی سیچوان بازی کرده است.
از دیگر بسکتبالیست ها می توان به آیدین نیکخواه بهرامی اشاره کرد. او باعث شد تیم ملی بسکتبال ایران به المپیک ۲۰۰۸ پکن برود. این دومین باری بود که تیم ملی بسکتبال ایران به المپیک رفت. او در سال ۱۳۸۶ بر اثر برخورد با قطار فوت کرد.